# Adirim
Adirim (hebrejsky אַדִּירִים, anglicky Adirim, v oficiálním seznamu sídel Addirim) je vesnice typu mošav v Izraeli v bloku vesnic Ta'anach, v Severním distriktu, v Oblastní radě Gilboa.

## Geografie
Leží v jižní části zemědělsky intenzivně obdělávaného Jizre'elského údolí, v nadmořské výšce 70 metrů. Západně od obce prochází potok Kišon, do kterého od jihozápadu ústí vádí Nachal Zavdon a Nachal Ta'anach.
Vesnice je situována 35 kilometrů jihozápadně od Galilejského jezera, 28 kilometrů západně od řeky Jordánu, cca 6 kilometrů jižně od města Afula, cca 70 kilometrů severovýchodně od centra Tel Avivu a cca 40 kilometrů jihovýchodně od centra Haify. Adirim obývají Židé, přičemž osídlení v tomto regionu je ryze židovské. Výjimkou jsou vesnice Sandala a Mukejbla cca 5 kilometry jihovýchodním směrem, které obývají izraelští Arabové.
Mošav leží 3 kilometry severně od Zelené linie, která odděluje Izrael od okupovaného Západního břehu Jordánu. Od Západního břehu Jordánu byla tato oblast počátkem 21. století oddělena izraelskou bezpečnostní bariérou.
Adirim je na dopravní síť napojen pomocí severojižní lokální silnice číslo 6724 a východozápadního tahu lokální silnice číslo 675.

## Dějiny
Adirim byl založen v roce 1956 jako součást bloku plánovitě zřizovaných zemědělských vesnic Ta'anach – חבל תענך (Chevel Ta'anach). Tento blok sestává ze tří takřka identicky rozvržených shluků zemědělských vesnic, které jsou vždy seskupeny po třech s tím, že v jejich geografickém středu se nachází malá čtvrtá vesnice, jež plní střediskové funkce. Adirim leží v prostřední z těchto tří skupin, společně s vesnicemi Barak a Dvora a střediskovou obcí Merkaz Chever. Tato skupina bývá někdy nazývána Chever.
K založení osady došlo 20. února 1956 a byla to první vesnice v bloku Chever. Prvními obyvateli mošavu byli židovští přistěhovalci z venkovských a horských regionů Maroka v pohoří Atlas, kteří předtím pobývali nějaký čas v přistěhovaleckém táboře v Bejt Še'an. Osadníci se zpočátku zaměřovali na pěstování zeleniny a později i na živočišnou výrobu a produkci mléka.
Vedení mošavu v nejbližší budoucnosti plánuje stavební expanzi vesnice. Místní ekonomika je stále zčásti založena na zemědělství. Většina obyvatel ale za prací dojíždí mimo obec. V obci fungují zařízení předškolní péče o děti a sportovní areály.

## Demografie
Obyvatelstvo mošavu Adirim je sekulární. Podle údajů z roku 2014 tvořili naprostou většinu obyvatel v Adirim Židé (včetně statistické kategorie "ostatní", která zahrnuje nearabské obyvatele židovského původu ale bez formální příslušnosti k židovskému náboženství).
Jde o menší sídlo vesnického typu s dlouhodobě stagnující populací. K 31. prosinci 2014 zde žilo 259 lidí. Během roku 2014 populace stoupla o 6,6 %.
| Rok            | 1961 | 1972 | 1983 | 1995 | 2001 | 2003 | 2004 | 2005 | 2006 | 2007 | 2008 | 2009 | 2010 | 2011 | 2012 | 2013 | 2014 |
| -------------- | ---- | ---- | ---- | ---- | ---- | ---- | ---- | ---- | ---- | ---- | ---- | ---- | ---- | ---- | ---- | ---- | ---- |
| Počet obyvatel | 100  | 394  | 281  | 255  | 237  | 224  | 222  | 228  | 226  | 215  | 225  | 238  | 242  | 235  | 239  | 243  | 259  |